# A Very Special Christmas 2
A Very Special Christmas 2 – drugi z serii albumów zawierających muzykę świąteczną, które zostały wydane, by wesprzeć Olimpiadę Specjalną. Został on wydany w 1992 roku, przez wytwórnię A&M Records. Pracę nad produkcją płyty nadzorował Jimmy Iovine.

## Lista utworów
1. „Christmas All Over Again” – Tom Petty and the Heartbreakers
2. „Jingle Bell Rock” – Randy Travis
3. „The Christmas Song” – Luther Vandross
4. „Santa Claus Is Comin’ to Town” – Frank Sinatra/Cyndi Lauper
5. „The Birth of Christ” – Boyz II Men
6. „Please Come Home For Christmas” – Jon Bon Jovi
7. „What Christmas Means To Me” – Paul Young
8. „O Christmas Tree” – Aretha Franklin
9. „Rockin’ Around the Christmas Tree” – Ronnie Spector/Darlene Love
10. „White Christmas” – Michael Bolton
11. „Christmas Is” – Run-D.M.C.
12. „Christmas Time Again” – Extreme
13. „Merry Christmas Baby” – Bonnie Raitt i Charles Brown
14. „O Holy Night” – Tevin Campbell
15. „Sleigh Ride” – Debbie Gibson
16. „What Child Is This?” – Vanessa Williams
17. „Blue Christmas” – Ann i Nancy Wilson
18. „Silent Night” – Wilson Phillips
19. „I Believe In You” – Sinéad O’Connor